# 極光風暴
《極光風暴》（英語：The Invisible Crisis），是一部於2019年推出的臺灣電視電影，11月24日22:00在民視無線台首播，全一集。由沈丹桂執導，編劇張耿銘，製作人葉直育、李嘉元，製作單位為天馬傳播與法務部調查局。周孝安、施名帥、吳政迪、張寗、鴻狄領銜主演。

## 劇情大綱
凌晨，一道極光般的光芒閃耀整個市區，瞬間使燈火通明的市區突然陷入一片黑暗之中。特別情報局幹員宋俊英帶隊破獲炸彈組裝工廠，但主事者卻趁亂脫逃，宋俊英在工廠取得一顆帶有炸彈組裝資料的硬碟，在上級指示下，專程護送回總部。卻在行車途中遭到不明人士的威逼利誘，要迫使宋俊英交出機密資料，另一方面，調查局獲得線報，宋俊英意圖不軌，有叛國嫌疑，命組長方國禎進行圍捕，務必取回機密資料。
宋俊英陷入了內外交迫的危機當中，看似一步一步走出危機的宋俊英卻又一步步陷得更深，甚至危急到自己唯一的妹妹身上，宋俊英必須要在時間內將硬碟安全送回，還要抵抗內部間諜，更要保護家人的安危，這趟原本不起眼的任務卻引發了最大的一場風暴。

## 播出時間

### 首播
| 頻道       | 所在地 | 首播日期       | 播出時間         |
| ---------- | ------ | -------------- | ---------------- |
| 民視無線台 | 臺灣   | 2019年11月24日 | 週日 22:00-23:50 |

### 重播
| 頻道       | 所在地 | 播出日期      | 播出時間        |
| ---------- | ------ | ------------- | --------------- |
| 民視無線台 | 臺灣   | 2019年12月1日 | 週日13:00-14:50 |

## 演員表
| 演員                                                   | 角色             | 角色說明 |
| 周孝安                                                 | 宋俊英           | 宋俊英因喜愛刺激、挑戰，選擇報考調查局。但不服輸的個性，讓他離開總是屈居方國禎之下的調查局，選擇到特別情報局服務。在這次行動中，讓他的價值觀面臨極大的挑戰與震撼。 |
| 施名帥                                                 | 方國禎           | 身為優秀的調查局調查官，方國禎有一種專業性的冷酷。他的工作方針很簡單，別帶著感情。                                                                                 |
| 吳政迪                                                 | 張家豪           | 張家豪是方國禎的學弟，畢業後到調查局當調查官，當然也是學長帶領。開心與熱情的張家豪和專業冷酷的方國禎，形成一種強烈的對比。                                         |
| 張寗                                                   | 范瑞萱           | 負責支援宋俊英的外勤工作，实际上是调查局里的内鬼，喜欢宋俊英 |
| 鴻狄                                                   | 宋晴雯           | 宋俊英的妹妹，兄妹倆在母親從小過世，父親無心陪伴的狀態下，幾乎是相依為命。 宋俊英兄代父職，讓她安穩成長，大學畢業後在國外生活，哥哥的好，讓妹妹充滿愧欠。          |
| 夏騰宏                                                 | 佑立             | |
| 邱永騰                                                 | 畢威             | |
| 何怡德                                                 | 沈然             | |
| 陶傳正                                                 | 蘇進聰           | 報社總經理 |
| 李維                                                   | 傑克             | |
| 李永康                                                 | 特情局副局長     | |
| 潘子安                                                 | 調查局副局長     | |
| 林明森                                                 | 調查局處長       | |
| 林至品                                                 | 總編輯           | |
| 王茉聿                                                 | Lisa             | |
| 張皓瑜胡文龍張銘鴻張皓宏陳孝漮黃嘉翔黃柏融辛函光于秉鑫 | 調查局幹員       | |
| 褚宏哲李安文李強劉祐昕洪子崴                           | 情報局幹員       | |
| 鄒明杰林晉仕黃偉傑張家豪王盈凱黃楷                     | 黑衣人           | |
| 劉昌翰                                                 | 軍方代表         | |
| 陳銘聰楊志峰                                           | 軍方人員         | |
| 蘇明隆                                                 | 主任             | |
| 李承信郭士瑋                                           | 調查局同仁       | |
| 陳煌達林易江承瑜                                       | 車手             | |
| 林姮均                                                 | 女主播聲優       | |
| 宋亮德林智偉周志任饒真恩黃正甫                         | 反恐突擊人員     | |
| 林育正張讚李育修張訓堂曾志豪連思翰陳天德易聖洋         | 工廠工人         | |
| 陳柏雯林昱葶                                           | 便利商店店員     | |
| 孫德維高子珉                                           | 加油站店員       | |
| 王博賢魏士鈞                                           | 加油站民眾       | |
| 蔡長庭                                                 | 廁所路人         | |
| 張威光                                                 | 總部管理員       | |
| 黃柏晟林政達                                           | 總部路人         | |
| 陳泓霖                                                 | 灼傷民眾         | |
| 吳嘉育                                                 | 軍事訓練中心人員 | |
| 陳慈瑜陳弄月張珍娜                                     | 公園媽媽         | |
| 林岱恩李宇恩李沐恩                                     | 公園小孩         | |

## 外部連結
- 極光風暴官方網站 （页面存档备份，存于）

## 作品的變遷
| 臺灣 民視無線台 每周日22:00 - 23:30                   | 臺灣 民視無線台 每周日22:00 - 23:30       | 臺灣 民視無線台 每周日22:00 - 23:30 |
| ----------------------------------------------------- | ----------------------------------------- | ----------------------------------- |
|                                                       | 極光風暴 （2019年11月24日）               |                                     |
| 今晚，你想點什麼？ （2019年10月13日－2019年11月17日） | 鏡子森林 （2019年12月1日－2020年6月21日） |                                     |